# Soma Sara
Soma Sara (Regne Unit) é uma ativista feminista britânica, que em junho de 2020 fundou o movimento Everyone's Invited (em tradução livre: "Todos são convidados") contra o abuso baseado no gênero através de "conversa, educação e apoio", e que permite que os sobreviventes de abuso partilharem suas experiências, testemunhando anonimamente no site e na conta no Instagram. Foi a introdução do popular Movimento Me Too nos centros educacionais.

## História
Em Junho de 2020, depois de ver a série da BBC I May Destroy You, Soma Sara começou a compartilhar as suas experiências pessoais com a violência machista no Instagram. Como resposta, recebeu muitas mensagens de pessoas que compartilhavam suas próprias experiências, e também de pessoas que se confessavam abusadores. Em uma semana, já tinha mais de 300 respostas anônimas, que lhe serviram de base para atirar a plataforma Everyone's Invited. Meadow Walker, filha do ator Paul Walker, uniu-se à equipe e ajudou-os a expandir-se pelos Estados Unidos.
Soma Sara diz que a educação sexual nas escolas é "a raiz do problema", e que faria falta um programa mais amplo. Também acha que a maioria destes comportamentos estão internalizados e se mostra contrária à cultura da cancelamento, porque seria "contraproducente" usar este movimento para os atacar.
A campanha de Instagram alenta as vítimas, principalmente nas escolas, a compartilhar suas experiências de estupro, assédio sexual, slut-shaming, vazamento de fotos de nudez etc., de forma anônima, no que a organização chama de "testemunhas". Em Março de 2021, com o assassinato de Sarah Everard, estes testemunhos fizeram-se bem mais populares e se tornaram "virais". Em 10 de Junho de 2021, já haviam reunido 16.554 testemunhos.
Entre os últimos dias de Março e Abril de 2021, o movimento focou-se nas universidades do Reino Unido. Entre 26 de Março e 1 de Abril, foram recebidos mais de 1.000 testemunhos de estudantes universitários, e não faltavam os de instituições bastante prestigiadas, como a Universidade de Oxford, a Universidade de Exeter e o Colégio Universitário de Londres. Também se publicou a lista das 17 universidades que acumulavam um maior número de testemunhos.
Em Junho de 2021, o Everyone's Invited publicou a lista de todas as escolas e institutos do Reino Unido e da Irlanda que estavam nos testemunhos recebidos, foram 2.556 institutos de ensino secundário e 406 escolas primárias.

## Reações

### Reação das mídias
Quando os testemunhos se fizeram "virais", em Março de 2021, a campanha teve uma grande ressonância nas mídias, como The Times, The Daily Telegraph, ou BBC News, publicando notícias do movimento, e Soma Sara apareceu na televisão para falar. Era o primeiro impacto do popular Movimento Me Too nos centros educativos.

### Reação das instituições educativas
A Latymer Upper School emitiu um comunicado para condenar os feitos denunciados pelas testemunhas, que chamavam de "profundamente pertorbadores", e então informaram a polícia. Um porta-voz do Eton College disse que a escola "sempre leva quaisquer alegações específicas - incluindo aquelas sobre postagem ou compartilhamento de imagens explícitas - absolutamente a sério", que elas seriam investigadas "minuciosamente" e que "qualquer ação disciplinar necessária" seria tomada, enquanto o St. A Paul's School, em Londres, disse que "sempre investiga completamente questões desta natureza". Barnaby Lenon, presidente do Conselho de Escolas Independentes do Reino Unido, ele encorajou os alunos a relatarem pessoalmente as suas experiências às suas escolas, dizendo que é “difícil” lidar com declarações anônimas, muitas das quais “descrevem incidentes que aconteceram fora da escola, em eventos sociais”.

### Reação da Polícia
Em março de 2021, a Scotland Yard começou a contatar as escolas que tinham sido identificadas pelas testemunhas do Everyone's Invited. A Polícia Metropolitana de Londres iniciou uma campanha nacional de investigação com a colaboração do Departmento de Educação, e também uma linha telefônica de ajuda às vítimas.

### Reação do Governo
Robert Halfon, presidente do Comitê de Educação do Parlamento, pediu uma investigação independente da Polícia. Um porta-voz do Governo disse: "Estamos muito preocupados pelo significativo número de denúncias que estão aparecendo na página Everyone's Invited. Os abusos a crianças e jovens em todas as suas formas são abomináveis".
A Sociedade Nacional pela Prevenção da Crueldade contra as Crianças (NSPCC) pôs em funcionamento um telefone de ajuda em 1 de Abril de 2021, e em 7 de Junho já tinha recebido 426 chamadas e elaborado 80 relatórios para as autoridades.
Devido a estes relatórios, o Escritório de Standarts Educativos (Ofsted) iniciou uma revisão da questão dos abusos sexuais nas escolas. 900 crianças e jovens e funcionários de 32 centros educativos de Inglaterra foram entrevistados. Estabeleceram que os abusos sexuais tinham sido "normalizados" entre os escolares, sendo que 9 de cada 10 meninas já tinham recebido comentários sexistas ou tinham enviado fotos ou vídeos explícitos. Mais de dois terços das meninas diziam que tinham sido tocadas sem consentimento "muitas vezes" ou "às vezes", enquanto 8 de cada 10 delas disseram que tinham sido pressionadas a compartilhar imagens suas de caráter sexual. O relatório diz que, com frequência, os estudantes não sabem como informar os abusos, e que muitos educadores não dão importância estas questões.
Jeremy Miles, ministro da Educação do País de Gales, disse que essa questão "é uma prioridade para nós também aqui, no País de Gales", e que o governo galês estava procurando a melhor maneira de respondê-la.

### Outras reações
Everyone's Invited ganhou ainda mais popularidade em Março de 2021 com uma carta dirigida à King's College School de Londres por uma ex-aluna, onde descrevia a escola como uma "cama quente de violência sexual", e com os boicotes contra a Highgate School para protestar contra um dossiê publicado pela The Times que incluía mais de 220 testemunhos de agressões sexuais dentro de sua instituição. The Times também publicou uma carta aberta escrita por um ex-aluno do Dulwich College onde assinalava o centro como uma "escola de predadores sexuais".